# Гёрнер, Нельсон
Нельсон Гёрнер (исп. Nelson Goerner; род. 9 мая 1969, Сан-Педро) — аргентинский пианист.
Учился в Национальной консерватории в Буэнос-Айресе у Хуана Карлоса Арабиана и Кармен Скальчоне. В 1986 г. выиграл национальный конкурс имени Ференца Листа, после чего попал под покровительство Марты Аргерих. Перебравшись в Европу, окончил Женевскую консерваторию (1990), ученик Марии Типо. В том же 1990 г. стал победителем Международного конкурса исполнителей в Женеве, в дальнейшем обосновался в этом городе вместе с женой, грузинской пианисткой Русудан Алавидзе.
В 1991 году совершил гастрольную поездку в Японию, выступал в США с Лос-Анджелесским филармоническим и в Канаде с Монреальским симфоническим оркестрами, в Великобритании с Квартетом Такача.
Среди записей Гёрнера — произведения Фридерика Шопена, Ференца Листа, Ферруччо Бузони, Клода Дебюсси, Сергея Рахманинова, фортепианный концерт Джона Лорда.